# Lực lượng Tác chiến đặc biệt (Nga)

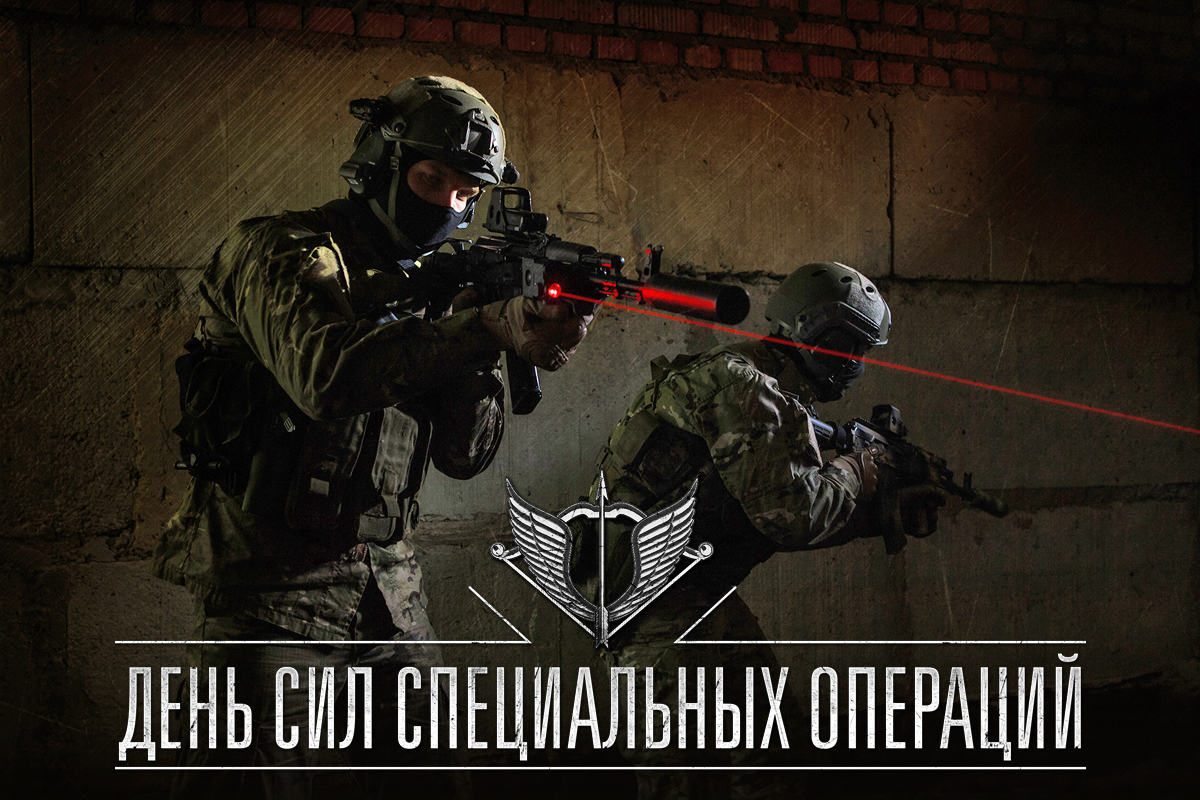
Lực lượng tác chiến đặc biệt của Nga

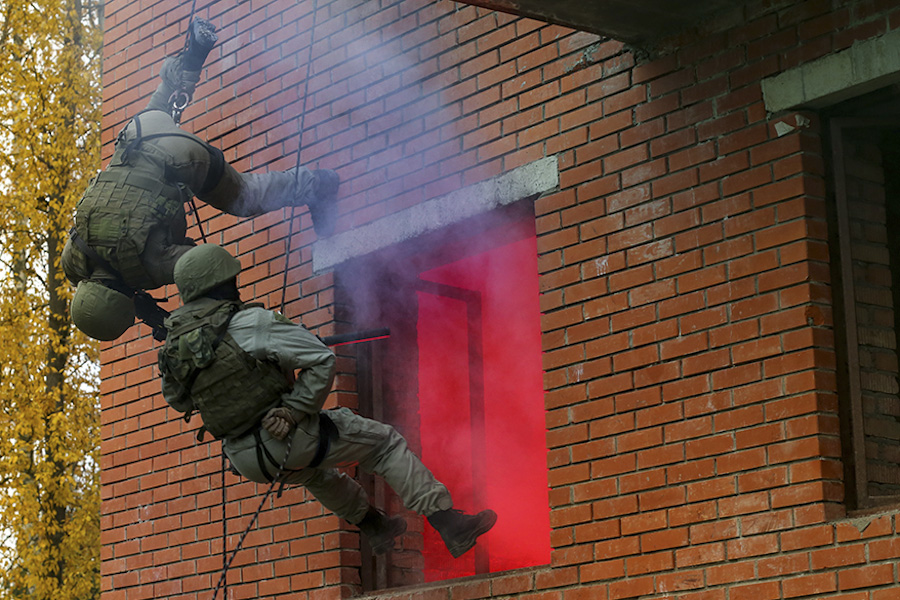
Diễn tập

Lực lượng Tác chiến đặc biệt (tiếng Nga: Силы специальных операций, viết tắt ССО, chuyển tự: Sily spetsial'nykh operatsiy, viết tắt: SSO, tiếng Anh:  Special Operations Forces of the Armed Forces of the Russian Federation hay là Special Operations Forces, viết tắt là SOF) là các lực lượng đặc biệt cấp chiến lược trực thuộc Bộ Tư lệnh Lực lượng Tác chiến Đặc biệt (tiếng Nga: командование сил специальных операций; KCCO, chuyển tự: Komandovanie sil spetsial'nykh operatsii viết tắt là KSSO hay KSO, tiếng Anh: Special Operations Forces Command, còn được biết đến dưới cái tên "người lịch thiệp") của Bộ Tổng tham mưu Lực lượng vũ trang Liên bang Nga. Đây cũng là một đơn vị cấu trúc và độc lập của Lực lượng Vũ trang Nga và được cơ cấu thành lực lương chuyên nghiệp, tinh nhuệ đảm nhiệm các hoạt động tác chiến đặc biệt theo yêu cầu nhiệm vụ đề ra với thế mạnh xâm nhập, biệt kích và dứt điểm mục tiêu, đối tượng.
Theo Bộ Quốc phòng Liên bang Nga, Lực lượng Tác chiến Đặc biệt của Nga có trình độ kĩ chiến thuật đặc biệt, khả năng chiến đấu tinh nhuệ, cao nhất trong quân đội Nga. Họ có nhiều kiến thức về đặc thù các khu vực, cũng như được trang bị vũ khí và thiết bị hiện đại. Kho vũ khí của SSO bao gồm Hệ thống thông tin tình báo, điều khiển và liên lạc (KRUS) cho phép truyền dữ liệu trinh sát tới máy bay của Lực lượng Không gian Vũ trụ đang làm nhiệm vụ trên bầu trời.  Thông tin về nhân sự và hoạt động của SOF luôn được giữ bí mật. Lực lượng đã tham gia chiến dịch ở Crimea (năm 2014), Syria và đụng độ với cướp biển Somalia. KSSO hầu như ít tham gia các hoạt động kể từ khi được thành lập vào năm 2012, họ có tham gia một số chiến dịch cả gần và xa lãnh thổ Nga, đảm nhận những mục tiêu quan trọng về mặt chiến lược, cũng như tham gia vào những hoạt động thôn tính, sáp nhập.

## Tổ chức

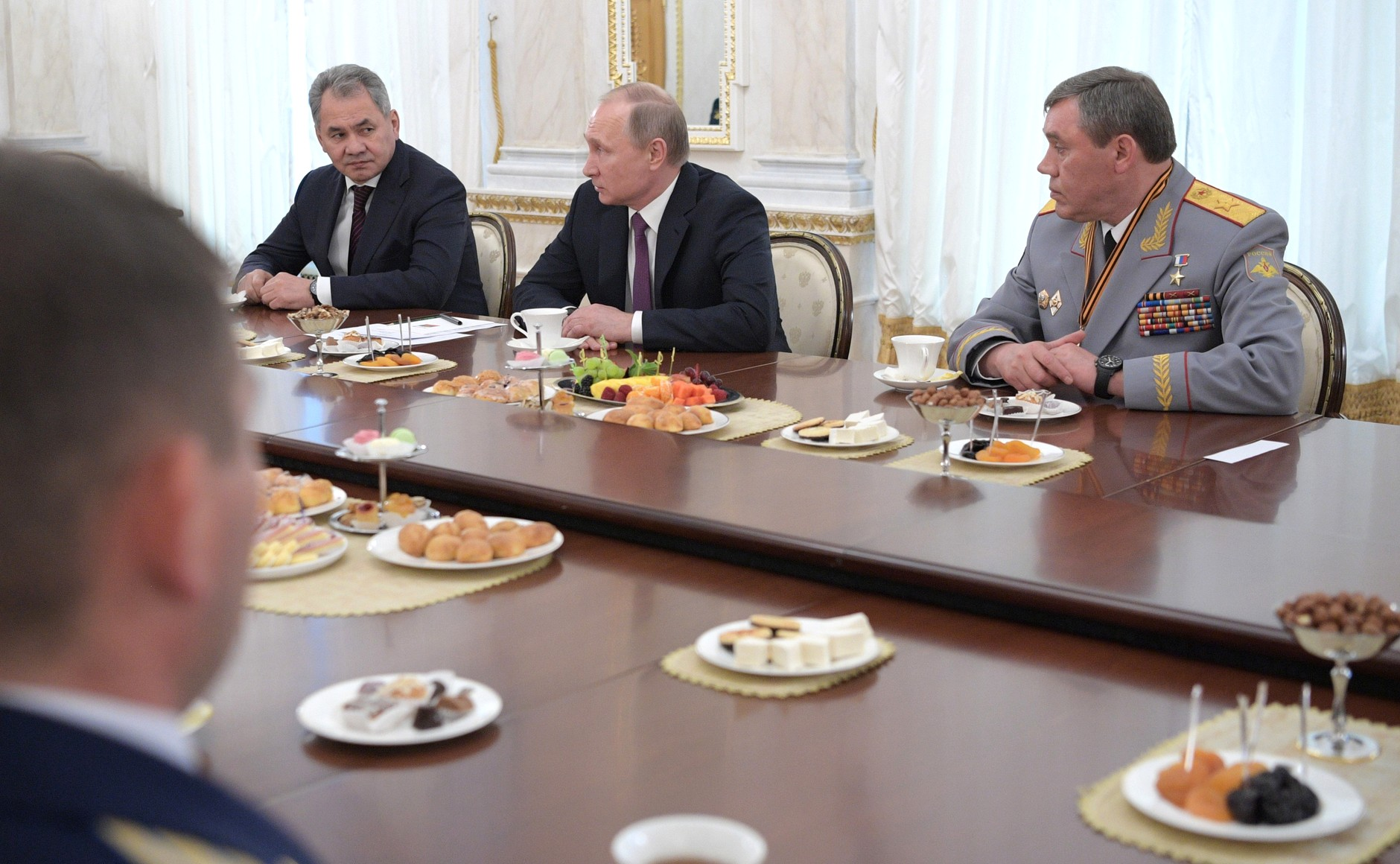
Tổng thống Vladimir Putin tới thăm và trao kỷ niệm chương vào ngày 25 tháng 5 năm 2017

Các đơn vị đầu tiên của Lực lượng Tác chiến Đặc biệt đã được chuyển giao từ GRU vào năm 2009 như một phần của quá trình cải cách quân đội Nga năm 2008. Bộ Tư lệnh Lực lượng Tác chiến Đặc biệt được thành lập vào năm 2012 và được công bố vào tháng 3 năm 2013 dưới quyền của Tổng Tham mưu trưởng Valery Gerasimov Theo Tướng Gerasimov thì SOF được thiết kế như lực lượng cấp chiến lược, các đơn vị lực lượng hoạt động đặc biệt tinh nhuệ của KSSO có nhiệm vụ chính là hoạt động can thiệp ở nước ngoài bao gồm chống phổ biến vũ khí hạt nhân, các hoạt động phòng thủ nội bộ nước ngoài và thực hiện các hoạt động đặc biệt phức tạp nhất và các nhiệm vụ bí mật cho bảo vệ lợi ích của Liên bang Nga.
SOF khác với Spetsnaz GRU cho đến năm 2010 thuộc Tổng cục tình báo và sự phụ thuộc sau đó của lực lượng này vẫn chưa rõ ràng cho đến năm 2013 khi quyết định được đảo ngược và các đơn vị lực lượng đặc biệt của GRU được chỉ định lại cho các sư đoàn GRU và được đặt dưới quyền GRU một lần nữa. SOF của Nga được quản lý độc quyền từ các nhân sự chuyên nghiệp được thuê mướn theo hợp đồng, tất cả đều là quân nhân chính thức bao gồm hạ sĩ quan và binh lính chính quy. Vào ngày 26 tháng 2 năm 2015, Tổng thống Vladimir Putin đã ra sắc lệnh rằng ngày 27 tháng 2 là Ngày của SOF, theo nhiều hãng thông tấn chính thức của Nga (mặc dù không được thừa nhận chính thức), để đánh dấu việc thiết lập quyền kiểm soát của Nga đối với tòa nhà của Hội đồng Tối cao của Cộng hòa tự trị Krym (Crimea) tại Simferopol thuộc Krym vào ngày 27 tháng 2 năm 2014.

## Nhiệm vụ
Lực lượng Tác chiến Đặc biệt là một lực lượng có tính cơ động cao, được huấn luyện và trang bị tốt, sẵn sàng chiến đấu liên tục trong số các lực lượng tác chiến đặc biệt của Bộ Quốc phòng Nga. Được thiết kế để thực hiện các nhiệm vụ cụ thể, SOF có khả năng hoạt động cả trong nước và nước ngoài, trong thời bình và thời chiến (với việc áp dụng lực lượng quân sự, khi cần thiết). Bộ Quốc phòng Nga định nghĩa thuật ngữ "hoạt động đặc biệt" là "các phương pháp và cách thức chiến đấu không phải là đặc trưng của các lực lượng thông thường như trinh sát và phá hoại, lật đổ và dụ dỗ, lôi kéo chống đối, chống khủng bố, phản phá hoại, phản gián, du kích, phản du kích và các hoạt động khác".
SOF chủ yếu dính líu đến Syria, tiến hành xác định mục tiêu cho Không quân Nga máy bay chiến đấu tiến hành không kích và Hải quân Nga trên biển -thực hiện các cuộc tấn công tên lửa hành trình, đóng vai trò là cố vấn quân sự huấn luyện quân đội chính phủ Syria, tìm kiếm và tiêu diệt các đối tượng quan trọng của kẻ thù, phá vỡ hậu tuyến của kẻ thù thông qua các cuộc phục kích, phá hoại các mục tiêu có giá trị cao, các vụ ám sát và các cuộc tấn công trả đũa. Vào tháng 2 năm 2022, SOF đã tham gia vào cuộc xâm lược toàn diện vào Ukraine, tiến hành các hoạt động bí mật nhắm vào cơ sở hạ tầng quân sự quan trọng và các hệ thống hỗ trợ của Ukraine và các nhiệm vụ do thám phía sau phòng tuyến của đối thủ.
Năm 2015, một oanh tạc cơ Su-24 của Nga bị bắn hạ bên trên không phận Thổ Nhĩ Kỳ và KSSO đã nhanh chóng lấy lại hộp đen. Cuộc tấn công Palmyra diễn ra từ năm 2017 đánh dấu một chiến thắng quyết định trước nhà nước Hồi giáo Iraq và Cận Đông (ISIL) khi đó lực lượng quốc gia Syria đã chiếm lại được thành phố Palmyra. Một số cố vấn từ các đặc nhiệm Nga bao gồm KSSO đã hỗ trợ cho lực lượng này. Trong cuộc tấn công vào Aleppo thì 16 đặc nhiệm của KSSO đã đương cự với 300 phiến quân, cuối cùng sự kháng cự của KSSO buộc phiến quân phải lùi bước và dừng các nỗ lực tấn công. Trận đánh Akerabat khi quân nhân Denis Portnyagin rơi vào ổ phục kích của 40 tay súng phe nổi dậy và đã tự mình giao chiến và tiêu diệt một số lượng lớn các tay súng và đã nhận được tặng thưởng Anh hùng Nga. 

## Hình ảnh

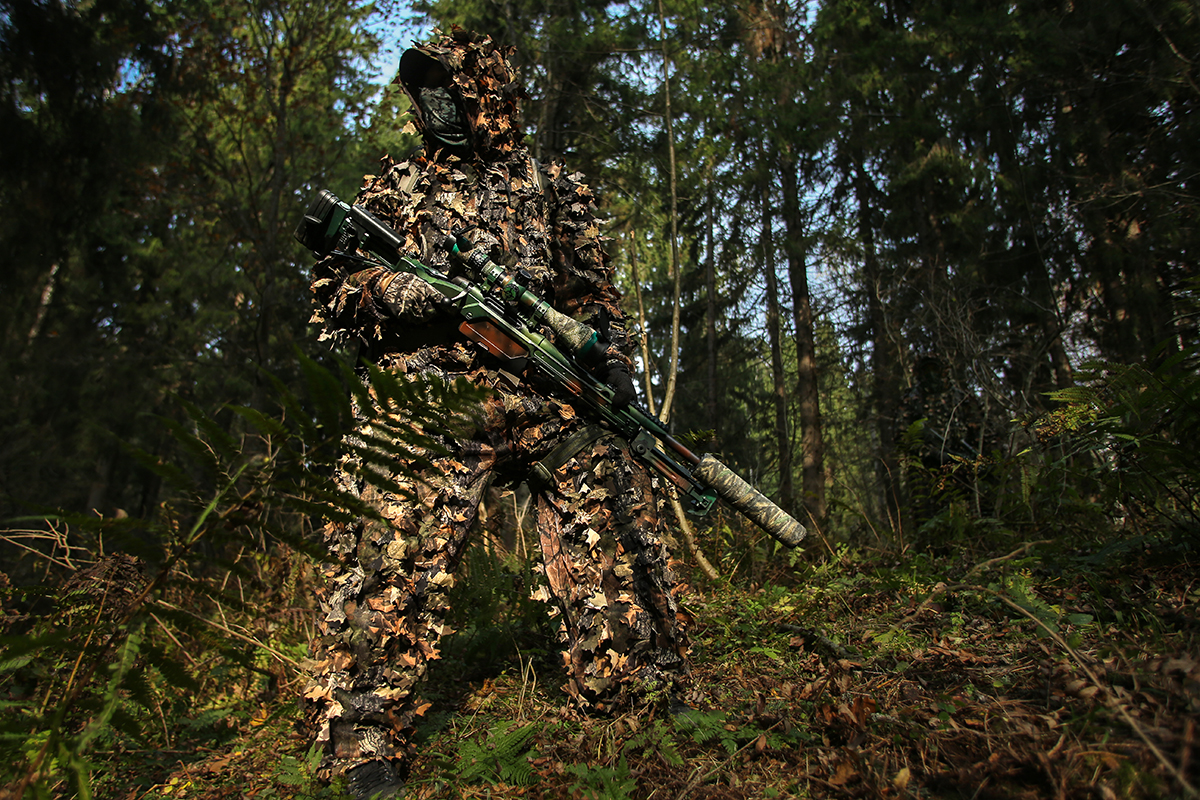
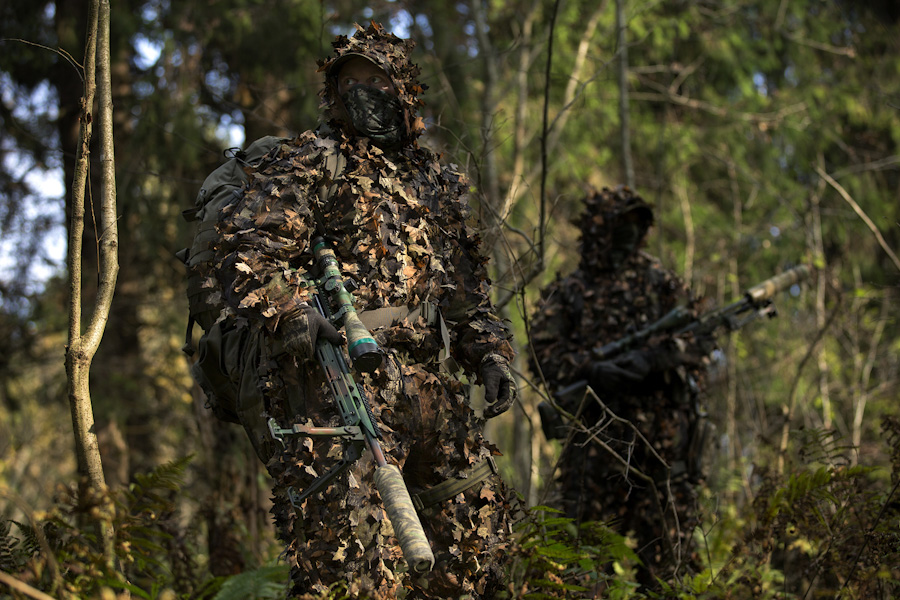
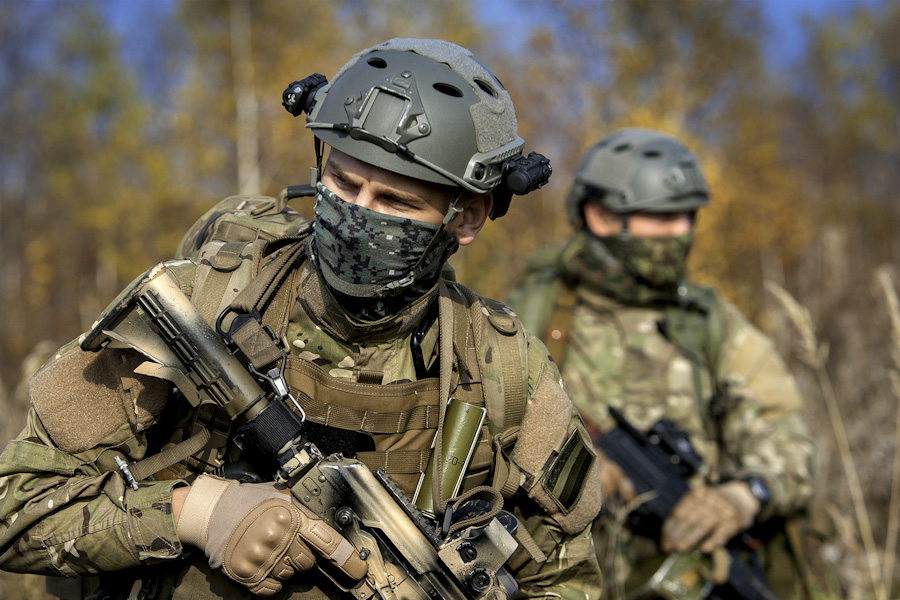
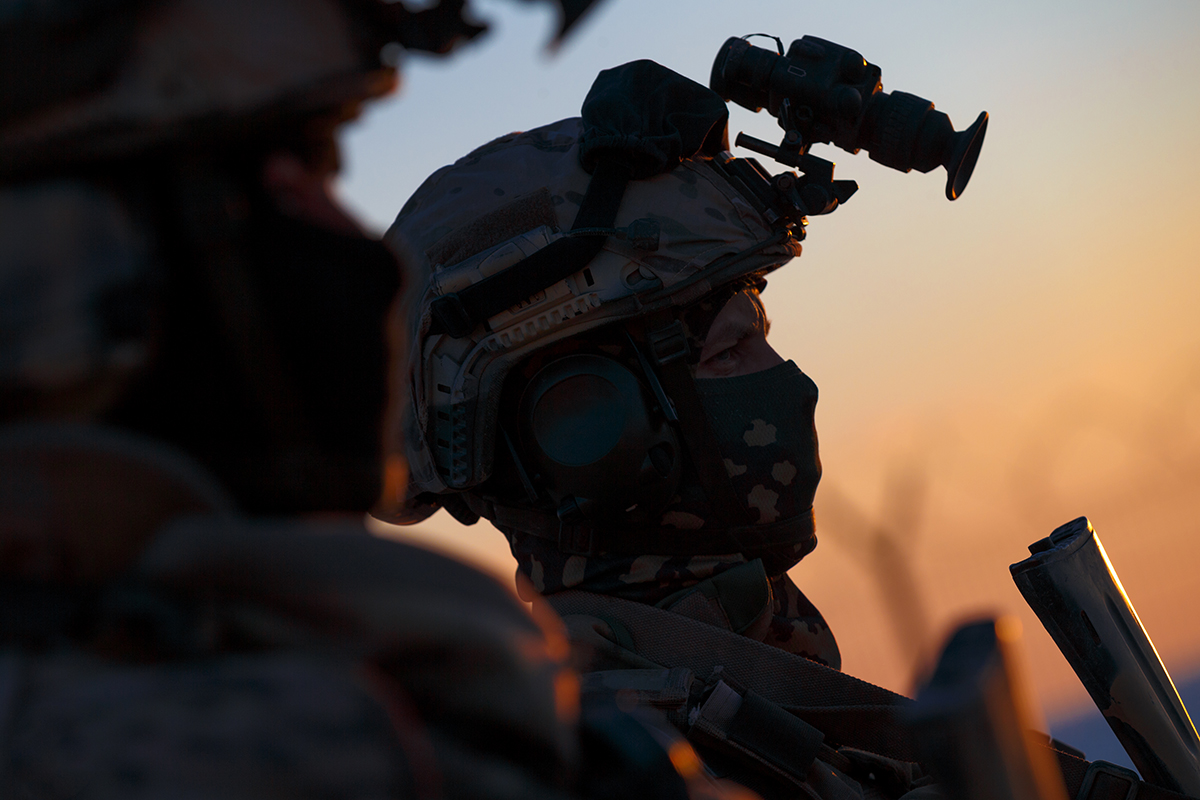
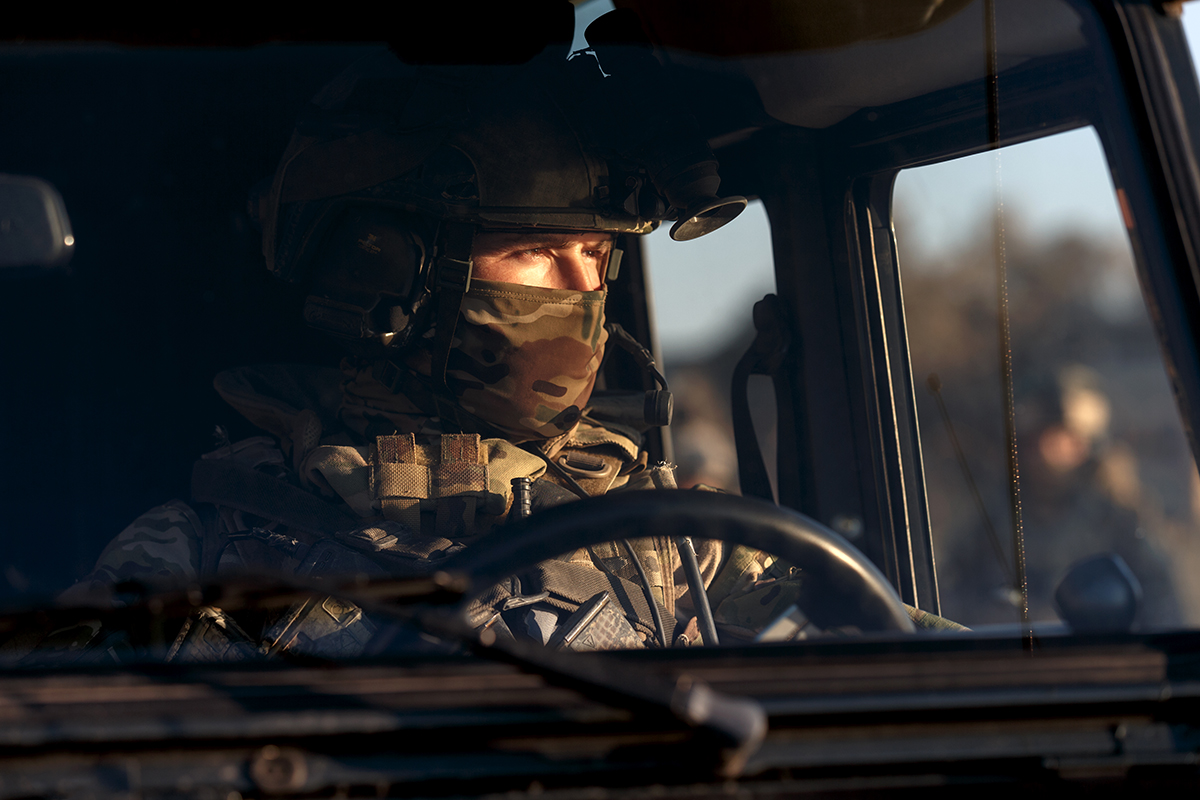
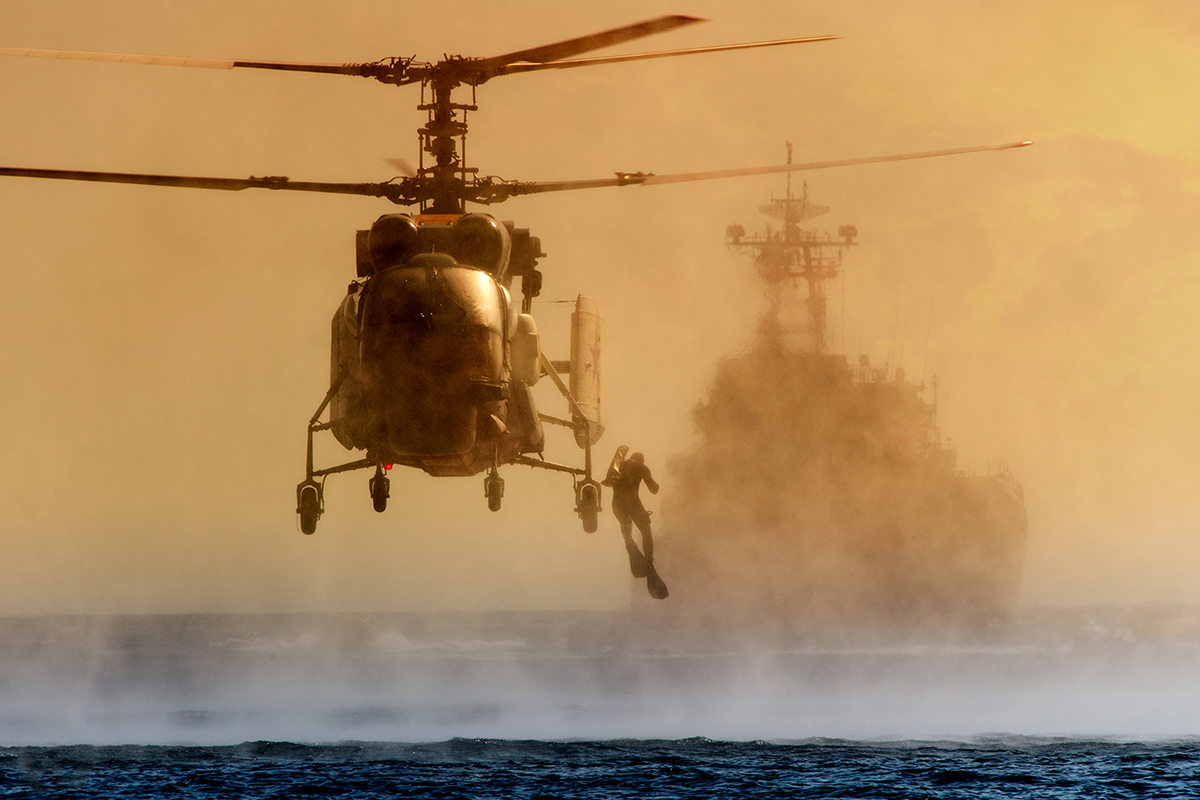
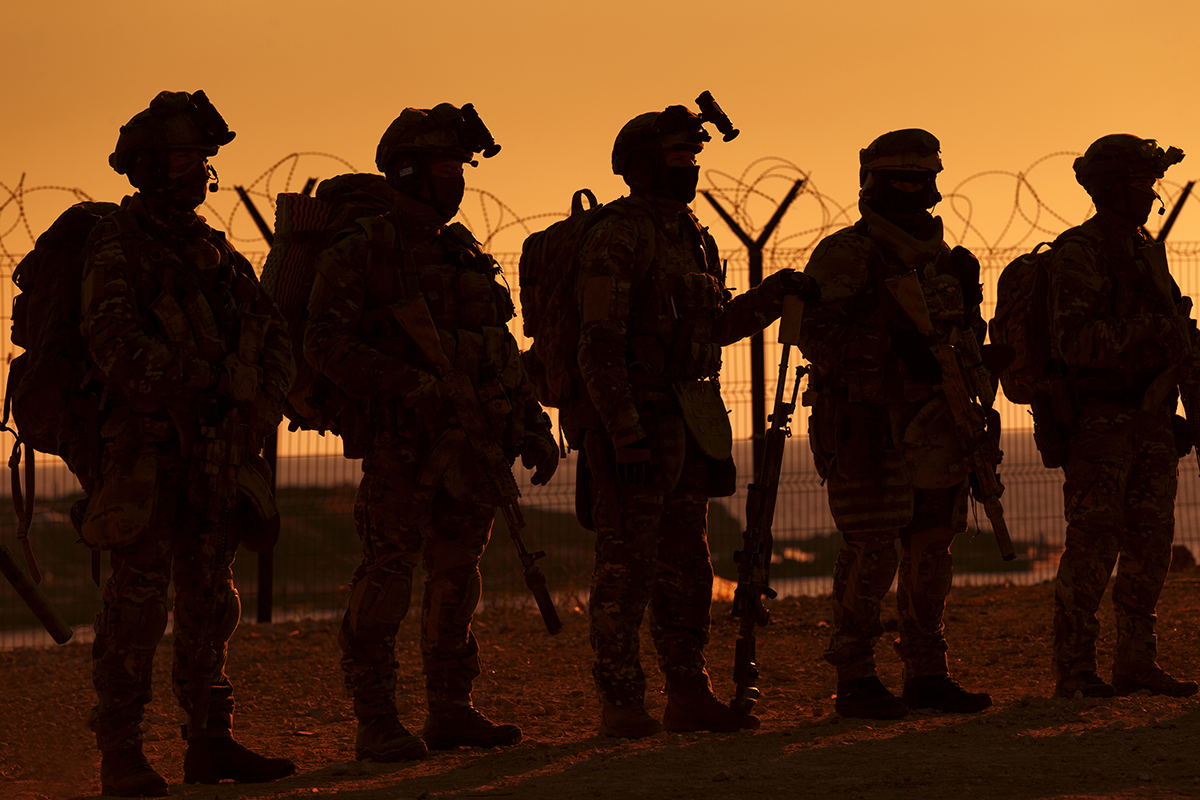
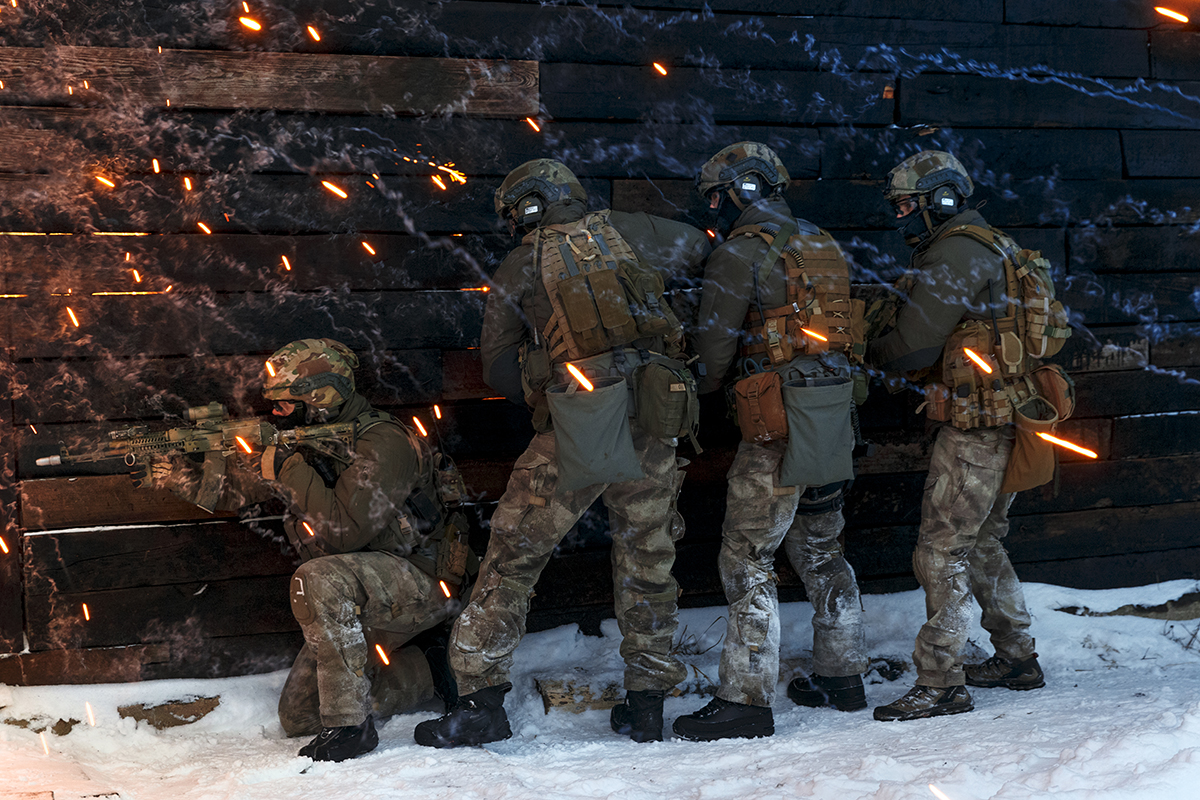
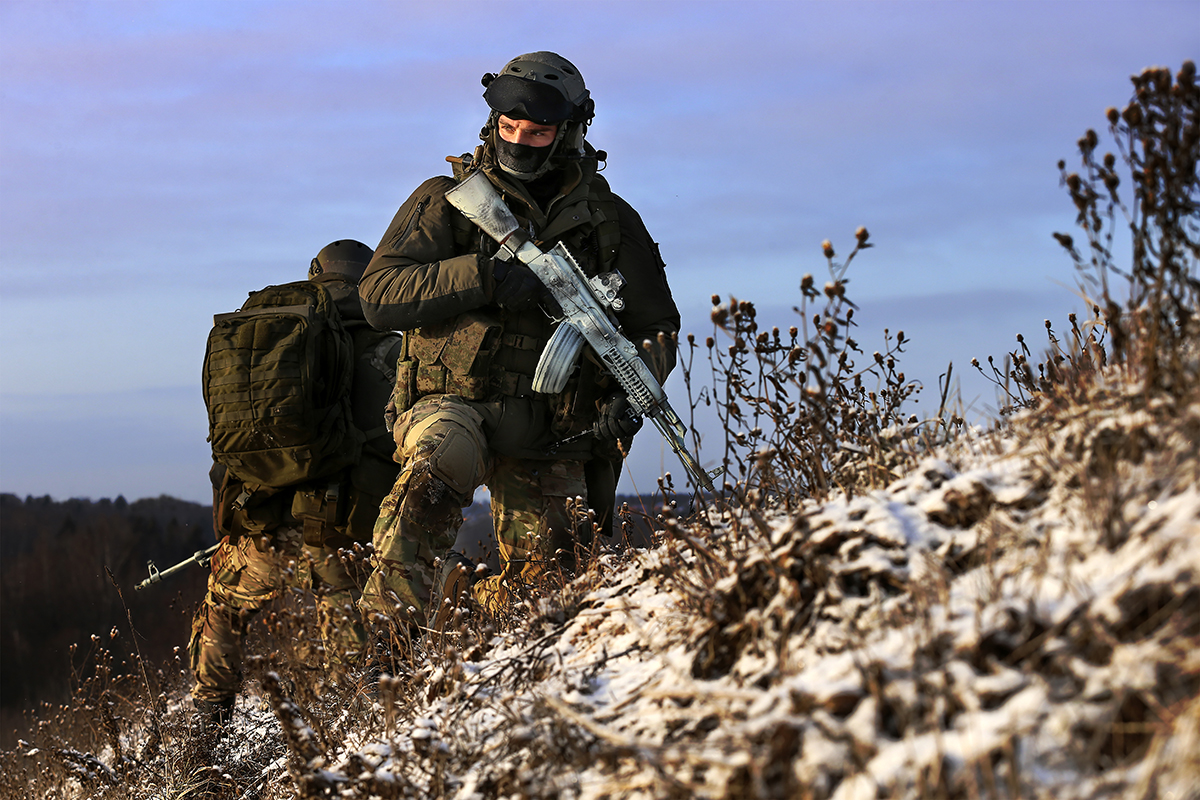
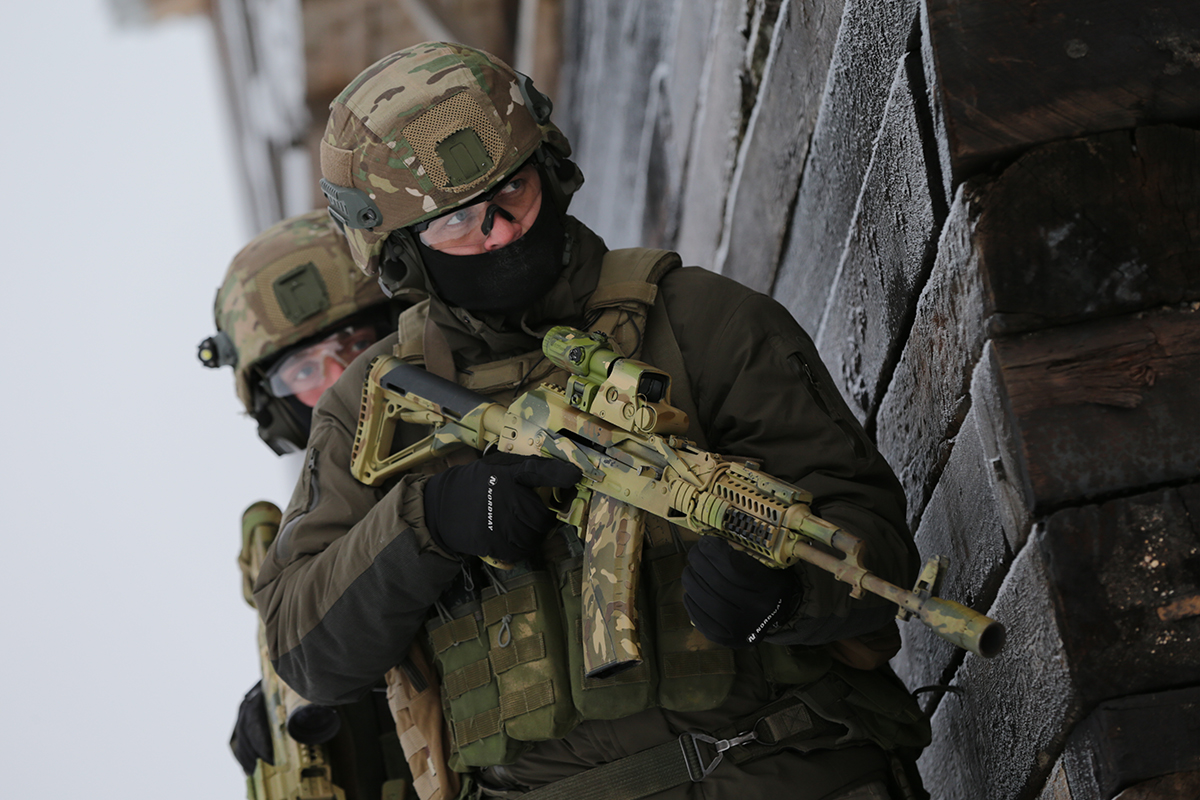
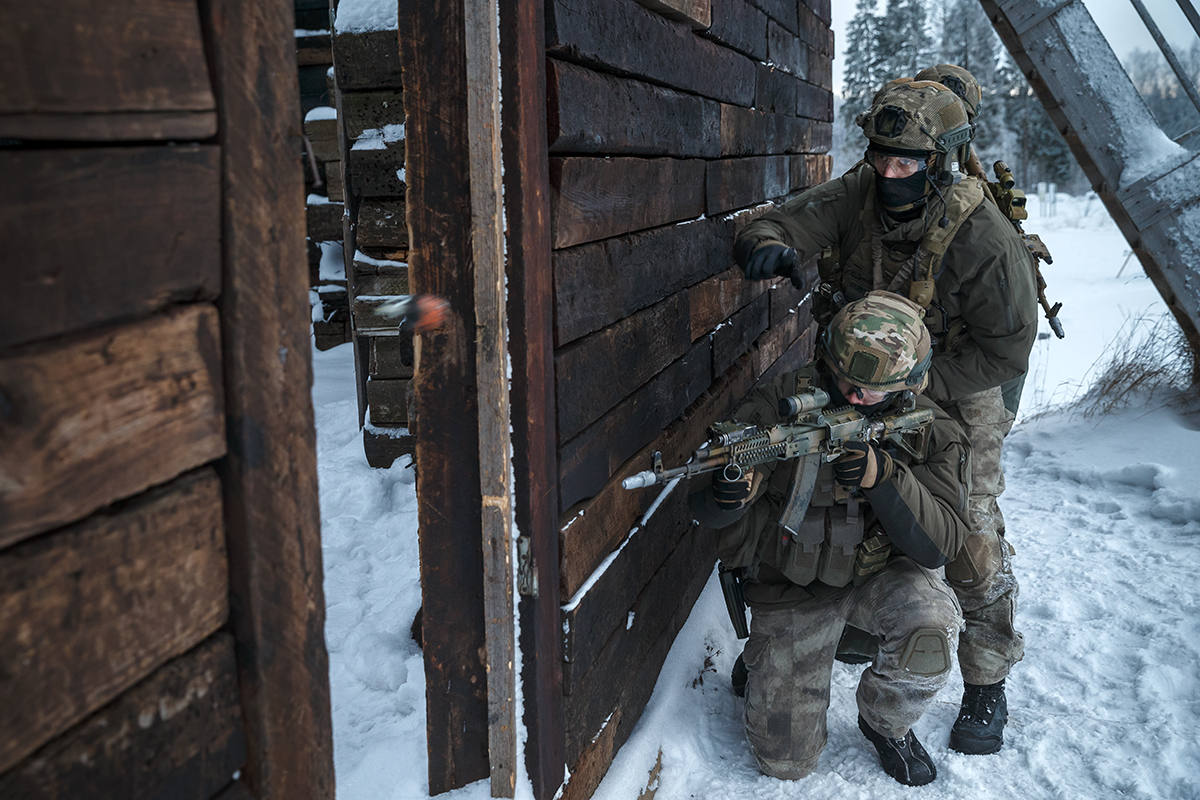
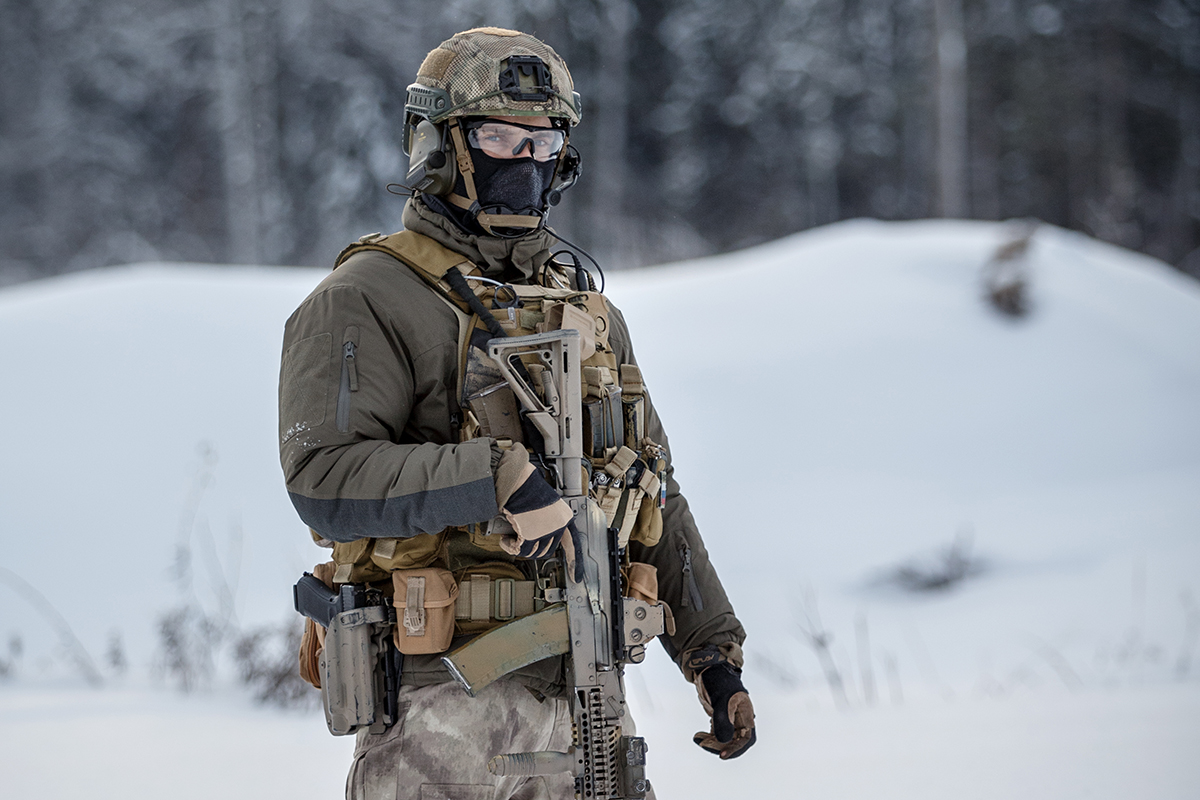
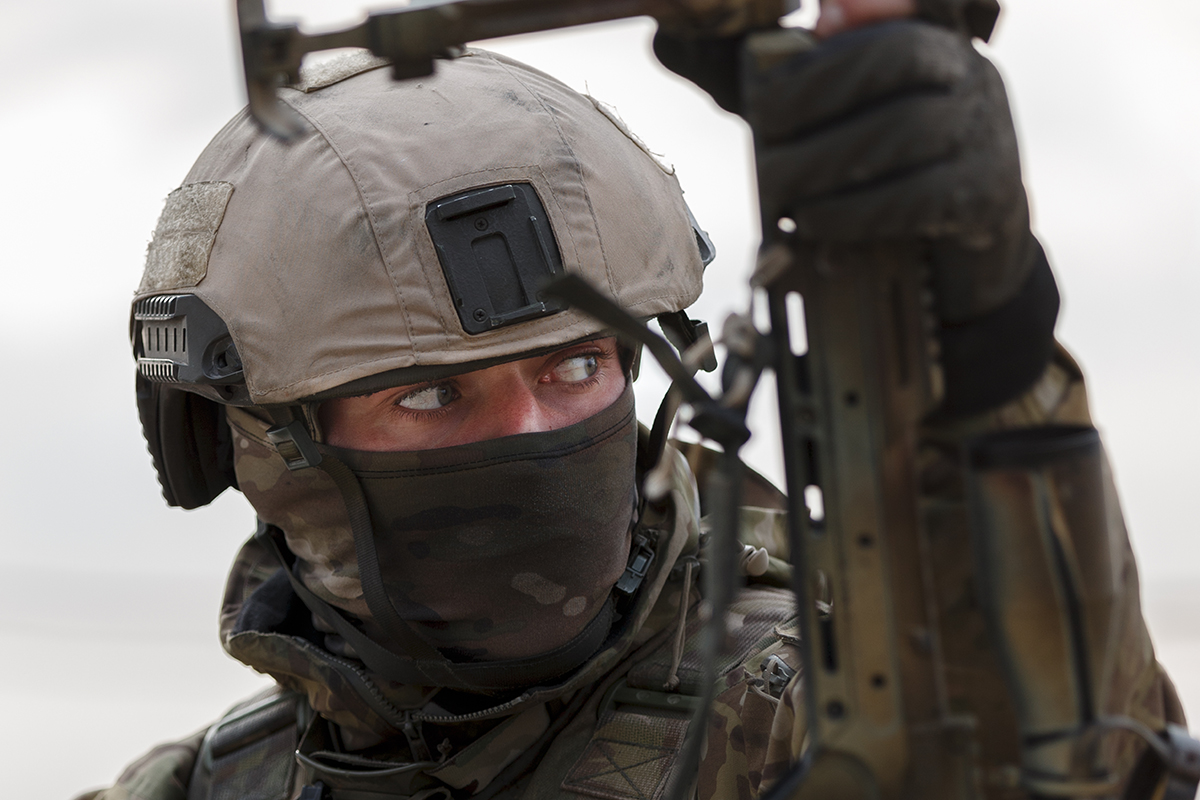
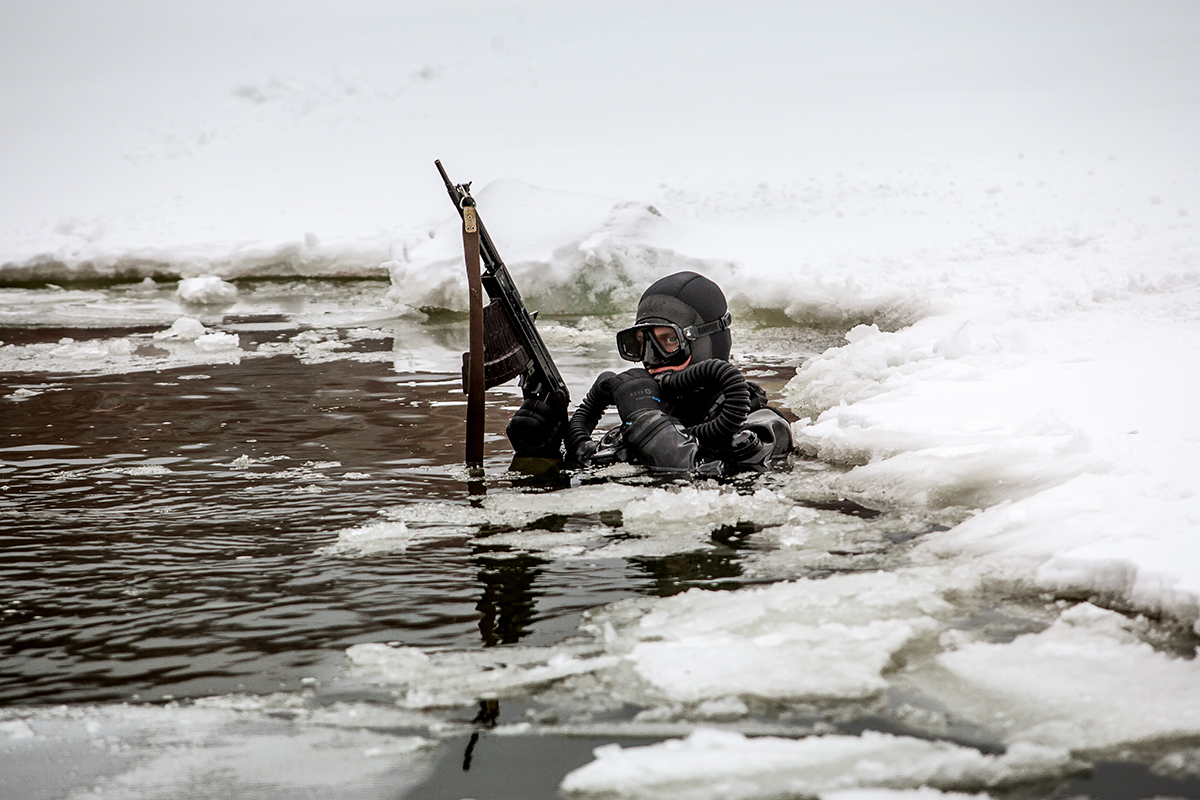
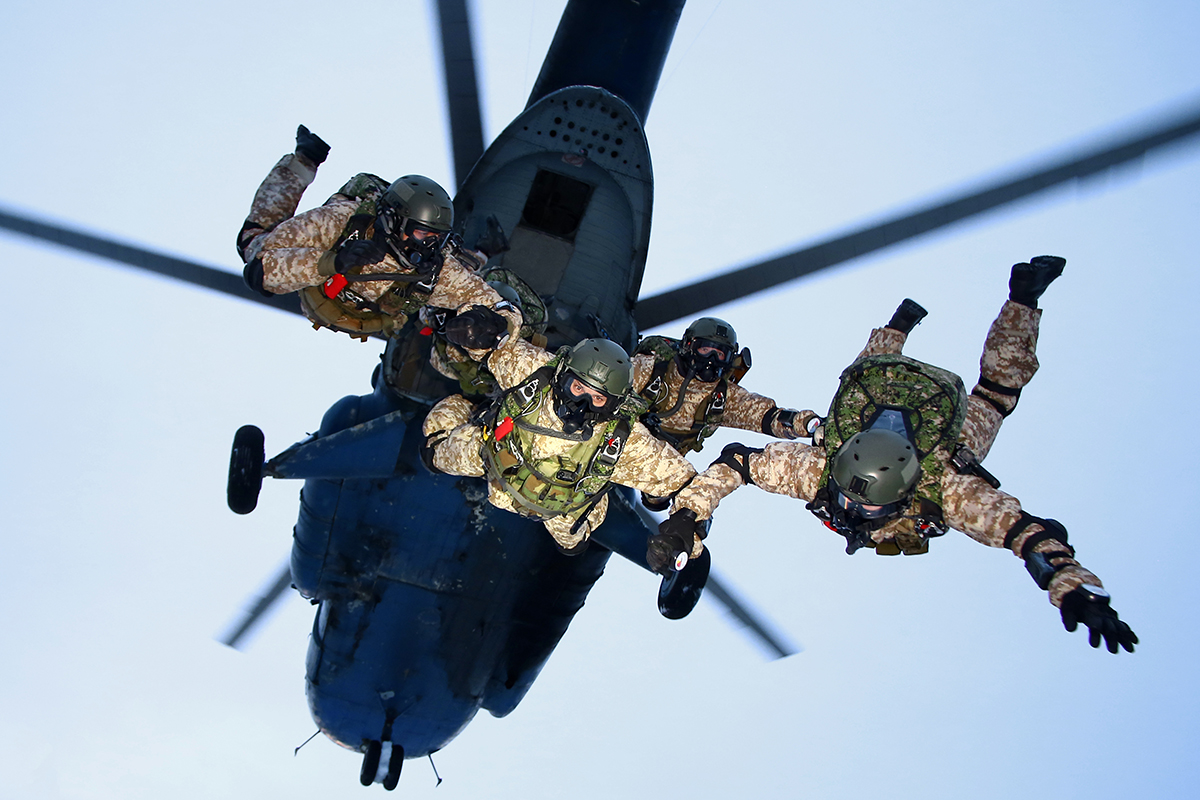